# Aeschynanthus linearifolius
Aeschynanthus linearifolius är en tvåhjärtbladig växtart som beskrevs av C.E.C. Fischer. Aeschynanthus linearifolius ingår i släktet Aeschynanthus och familjen Gesneriaceae. Inga underarter finns listade i Catalogue of Life.